# Nobuo Nakagawa
Nobuo Nakagawa (中川 信夫?, Nakagawa Nobuo; Kyoto, 18 aprile 1905 – Tokyo, 17 giugno 1984) è stato un regista e sceneggiatore giapponese, uno dei massimi esponenti del genere J-Horror.

## Biografia
Nato a Kyoto, Nakagawa è stato presto influenzato dalla letteratura proletaria e ha scritto a livello amatoriale recensioni di film alla rivista cinematografica Kinema Junpō.
Nakagawa è entrato alla Makino Film Productions nel 1929 come assistente alla regia e ha lavorato fianco a fianco con Masahiro Makino. Quando lo studio andò in bancarotta nel 1932, passò alla compagnia di produzione di Utaemon Ichikawa e fece il suo debutto come regista nel 1934 con Yumiya Hachiman Ken. In seguito si è trasferito a Toho, dove ha realizzato commedie e documentari durante gli anni della guerra.
Fu alla Shin-Toho, terminata la guerra, che divenne noto per i suoi adattamenti cinematografici di kwaidan giapponesi, storie di fantasmi, diventando uno dei più importanti autori del cinema Horror giapponese. Per il pubblico occidentale, il suo film più famoso è Jigoku del 1960, da lui anche co-sceneggiato.
Nel 1984, Nakagawa era atteso a Pesaro in Italia per essere presente ad una proiezione del suo film Tokaido Yotsuya kaidan, ma nel mese di marzo fu colpito da un ictus che lo fece cadere in stato di incoscienza. È morto il 17 giugno 1984 all'età di 79 anni a seguito di una insufficienza cardiaca.

## Filmografia parziale
- Gekka no Wakamusha (1938)
- Itahachi Jima (1938)
- Shinpen Tange Sazen: Sekigan no Maki (1939)
- Tange Sazen: Sekigan no Maki (1939)
- Rinchi (1949)
- Shinya no Kokuhaku (1949)
- Wakasama Samurai Torimonocho: Nazo no Nomen Yashiki (1950)
- Kyo wa Kaisha no Getsuyobi (1952)
- Kinsan Torimonocho: Nazo no Ningyoshi (1953)
- Shishun no Izumi (1953)
- Horafuki Tanji (1954)
- Wakaki Hi no Takuboku: Kumo wa Tensai de aru (1954)
- Natsume Soseki no Sanshiro (1955)
- Ningyo Sashichi Torimonocho Yoen Roku Shibijin (1956)
- Kaii Utsunomiya Tsuritenjo (1956)
- Koi sugata kitsune goten (1956)
- Kyuketsuki-ga' (1956)

- Kaidan Kasane-ga-fuchi (1957)
- Bôrei kaibyô yashiki (1958)
- Dokufu Takahashi Oden (1958)
- Kenpei to yurei (1958)
- Kyōen Kobanzame (1958)
- Tokaido Yotsuya kaidan (1959)
- Nippon Romansu Kyuko (1959)
- Onna kyuketsuki (1959)
- Jigoku (1960)
- Hatamoto Kenka Taka (1961)
- Nendo no Omen Yori: Kaachan (1961)
- Inazuma to Uge no Ketto (1962)
- Kaidan Hebi-onna (1968)
- Yoen dokufuden: Hitokiri Okatsu (1969)
- Yoen dokufuden: Okatsu kyojo tabi (1969)
- Kaidan: Ikiteiru Koheiji (1982)